# Bignac
Bignac is een plaats in het Franse departement Charente (regio Nouvelle-Aquitaine) en telt 198 inwoners (1999). De plaats maakt deel uit van het arrondissement Cognac. Per 1 januari 2016 is Bignac gefuseerd met Genac tot de gemeente Genac-Bignac. 

## Geografie
De oppervlakte van Bignac bedraagt 7,6 km², de bevolkingsdichtheid is 26,1 inwoners per km².
De onderstaande kaart toont de ligging van Bignac met de belangrijkste infrastructuur en aangrenzende gemeenten.

## Demografie
Onderstaande figuur toont het verloop van het inwonertal (bron: INSEE-tellingen).

Vanwege een beveiligingsprobleem met de MediaWiki Graph-software is het momenteel niet mogelijk deze grafiek weer te geven. Zodra de software is bijgewerkt zal de grafiek vanzelf weer zichtbaar worden.